# Д’Амелио, Чарли
Чарли Грейс Д’Амелио (англ. Charli Grace D'Amelio) (род. 1 мая 2004, Норуолк, Коннектикут, США) — американский тиктокер, видеоблогер и танцовщица. По состоянию на декабрь 2020 года она первой набрала 100 миллионов подписчиков в социальной сети TikTok. Издание The New York Times назвало её «правящей королевой TikTok».

## Биография
Чарли Д’Амелио родилась в Норуолке, штат Коннектикут в семье Марка и Хэди Д’Амелио, а также сестры Дикси.

## Карьера
Карьера Д’Амелио началась на TikTok летом 2019 года с простого танцевального сюжета «Move With Joy», который быстро разлетелся по Интернету. Так, первые видео набрали по 2 миллиона просмотров.
Известная певица Биби Рекса заметила танцы Д’Амелио и предложила ей принять участие в её концерте с Jonas Brothers. Ролик с её танцами на концерте быстро стал «вирусным» в Интернете, что значительно увеличило её аудиторию.
По состоянию на июль 2020 года у неё 77,1 млн подписчиков на TikTok, 25,8 млн подписчиков на Instagram, 6,24 млн подписчиков на YouTube и более 2,5 миллиона подписчиков в Twitter. Всего за 11 месяцев она стала самой популярной в социальной сети TikTok. Она превзошла предыдущую наиболее популярную личность, Лорен Грэй, в марте 2020 года.
В январе 2020 года Д’Амелио подписала контракт с агентством талантов UTA. Затем её пригласили посетить Суперкубок LIV и встретиться с Дженнифер Лопес, чтобы создать вирусный вызов TikTok «J Lo Super Bowl Challenge».
Чарли занимается благотворительностью. Её хореографические видео сопровождаются хештегами, помогающими собрать средства на благотворительность. Она сотрудничает с компанией Procter & Gamble, которая согласилась пожертвовать средства в пользу благотворительных организаций Feeding America и Matthew 25.
Она была частью совместного проекта TikTok «Hype House» вместе с 18 другими, включая Эддисон Рэй и Дикси Д’Амелио, её сестрой. В мае 2020 года представитель Д’Амелио подтвердил The Hollywood Reporter, что она и её сестра Дикси покинули Hype House.
Она была приглашена выступить на матче всех звезд НБА, выступив вместе с другими членами Hype House: Эддисон Рэй, её сестрой Дикси и создательницей танца «Renegade» Делайлой Хармон.
Также в марте 2020 года Д’Амелио сотрудничала на YouTube с актёром Ноа Шнаппом.
Чарли также была приглашена как гость на показ Prada осень-зима 2020.
Д’Амелио подвергалась издевательствам по поводу её внешности. Она и её сестра Дикси сотрудничают с ЮНИСЕФ, выступая против издевательств в Интернете и опасностей, связанных с поиском славы в социальных сетях.
В июне 2020 года Д’Амелио озвучила Тинкер в версии мультфильма 2019 года «Супер Пёс и Турбо Кот» для американского проката, что стало для неё первой ролью в художественном фильме.
22 ноября 2020 года Чарли стала первым пользователем TikTok с количеством подписчиков в 100 млн.